# Shiori Miki
Shiori Miki (ur. 25 grudnia 1991) – japońska lekkoatletka specjalizująca się w biegu na 400 metrów przez płotki.
W 2010 – po dyskwalifikacji złotej medalistki Białorusinki Kaciaryny Artiuch – zdobyła brązowy medal mistrzostw świata juniorów. Stawała na podium juniorskich i seniorskich mistrzostw kraju.
Rekord życiowy: 56,92 (12 czerwca 2011, Kumagaya).

## Osiągnięcia
| Rok  | Impreza                     | Miejsce | Konkurencja                | Lokata     | Wynik |
| ---- | --------------------------- | ------- | -------------------------- | ---------- | ----- |
| 2010 | Mistrzostwa świata juniorów | Moncton | bieg na 400 m przez płotki | 3. miejsce | 57,35 |